# Toba-catastrofetheorie

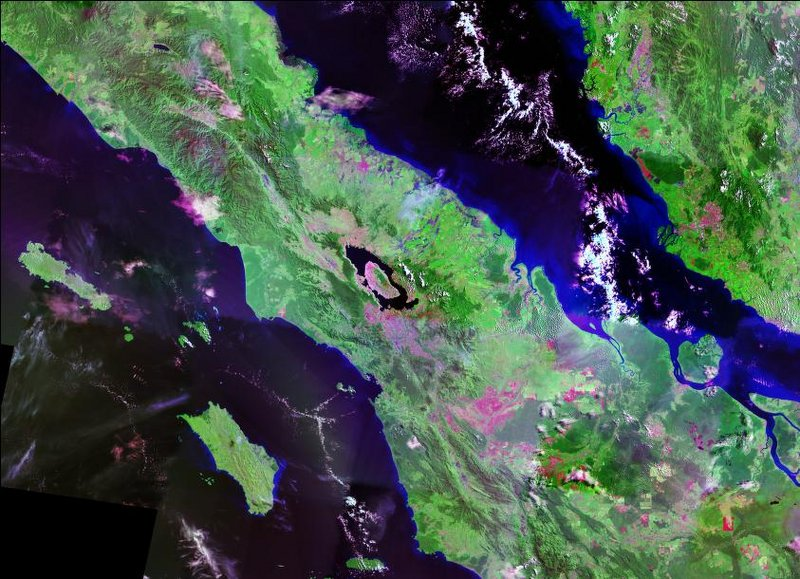
Landsat foto van Sumatra rond het Tobameer

De Toba-catastrofetheorie stelt dat de evolutie van het menselijk ras in belangrijke mate is beïnvloed door een uitbarsting van de supervulkaan Toba op Sumatra in Indonesië, circa 74.000 jaar geleden. Over de dood en verderf zaaiende supereruptie zelf bestaat geen twijfel. Volgens Stanley H. Ambrose van de Universiteit van Illinois is het mogelijk dat de vroege moderne mens toen is gedecimeerd tot slechts enkele duizenden individuen, die, in de barre vulkanische winter die volgde, noodgedwongen beter leerden samenwerken, en zo een evolutionaire sprong maakten die hen in staat stelde om korte metten te maken met Homo erectus en de neanderthaler, die van nature beter bestand waren tegen de kou, en dus in grotere aantallen de eruptie en de winter hadden overleefd.
Dit evolutionaire 'oog van de naald' zou het gebrek aan genetische diversiteit verklaren, die uniek aan Homo sapiens is. De theorie kent overtuigde aanhangers, maar er zijn ook lieden die haar sterk bestrijden. De genetische "bottleneck" (flessenhals) zou bijvoorbeeld zeker 100.000 jaar voor de Toba-uitbarsting veroorzaakt zijn.